# Teuschnitz
Teuschnitz es una ciudad situada en el distrito de Kronach, en el estado federado de Baviera (Alemania), con una población a finales de 2016 de unos 1987 habitantes.
Se encuentra ubicada al norte del estado, en la región de Alta Franconia, cerca de la frontera con el estado de Turingia.